# Croix de l'Évangile
La croix de l'Évangile est une croix monumentale située rue de l'Évangile à Paris, en France. Il s'agit du dernier calvaire de la ville.

## Description

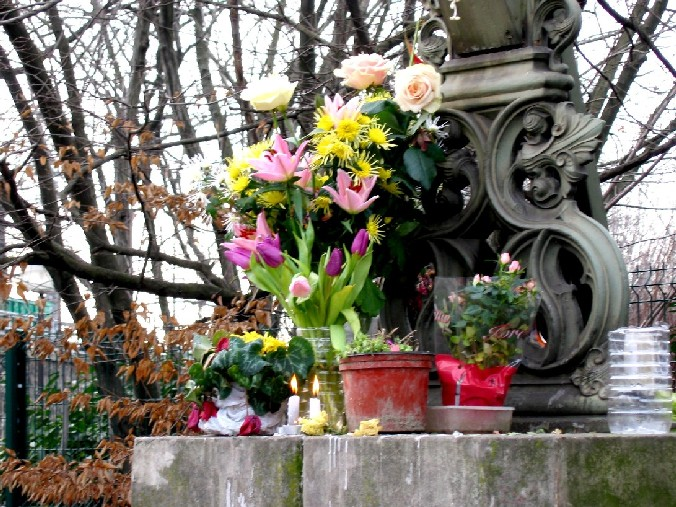
Offrandes au pied de la croix.

La croix est érigée sur le trottoir du carrefour des rues de l'Évangile et d'Aubervilliers, dans le nord-est du 18e arrondissement de Paris, juste à la sortie nord du pont ferroviaire. Il s'agit d'une croix de carrefour en métal ouvragé d'environ 2 m de hauteur, représentant la Crucifixion.
La croix repose sur un socle en béton d'environ 1,5 m de haut, dans un renfoncement du trottoir. De part et d'autre, un muret décrit un arc de cercle pour rejoindre l'alignement de la rue. Derrière le muret et le calvaire se trouve un jardinet engazonné, fleuri et planté d'arbustes dans le fond. Sur le rebord du muret, à gauche du socle du calvaire, une stèle expose l'historique du monument. Devant le muret, formant un segment circulaire, le sol du trottoir est pavé. Sur le trottoir en lui-même, l'arc de cercle du muret est poursuivi par deux autres rangées de pavés, complétant le cercle.
La croix de l'Évangile est le dernier calvaire subsistant sur le territoire de Paris (une autre croix surmonte toutefois l'obélisque du carrefour de la Croix-Catelan dans le bois de Boulogne). Elle est toujours un objet de dévotion des habitants du quartier qui la fleurissent et l'ornent de cierges régulièrement.

## Accès

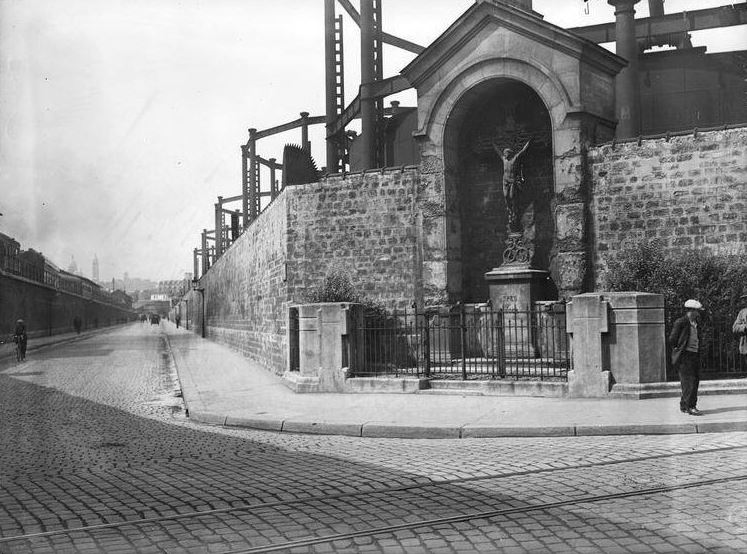
Paris, au croisement de la rue de l'Évangile et de la rue d'Aubervilliers. Croix de l'Évangile.

La croix de l'Évangile est libre d'accès, érigée directement sur le trottoir. Elle est située à proximité immédiate de la gare Rosa-Parks sur la ligne E du RER.
La station Porte d'Aubervilliers du tramway T3b est située à moins de 300 m au nord, en remontant la rue d'Aubervilliers. La station de métro Crimée (ligne 7) est accessible à 700 m au sud-est, en descendant la rue de Crimée ; la station Marx Dormoy (ligne 12) est distante de 1 km au sud-ouest, en descendant la rue de l'Évangile.

## Historique

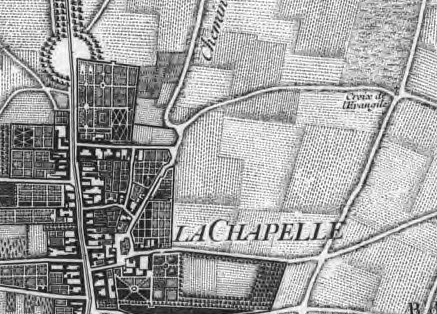
Détail du plan de Roussel, édité en 1730 : la croix de l'Évangile y est indiquée non loin du village de La Chapelle.

Une croix est citée en 1540 comme lieu-dit dans une déclaration de censive conservée aux Archives nationales,. Tout comme la croix Feu Jamin, attestée au début du XVe siècle, elle est située sur le chemin de pèlerinage, surnommé « chemin des Vertus », menant de l'église Saint-Denys de la Chapelle à l'église Notre-Dame-des-Vertus d'Aubervilliers. En 1707, elle est nommée et dessinée sur le plan de Saint-Denis et La Chapelle, de Charles Inselin et Loriot ; elle est alors située au croisement des chemins des Vertus (actuelle rue d'Aubervilliers) et de la Croix de l'Évangile (actuelle rue de l'Évangile. Elle est également présente en 1730 sur le plan de Roussel. La croix est détruite sous la Révolution. Elle est reconstruite en 1808 par Joseph Hirth, propriétaire à Paris ; elle se situe alors sur le territoire de la commune de La Chapelle. Elle est restaurée en 1823 et apparaît en 1859 sur le plan de Lefebvre.
Le crucifix actuel est élevé en 1860. Il est composé de deux parties, toutes deux en fonte de fer et sorties de la Fonderie d'art du Val d'Osne. Il s'agit d'une part d'une croix qui se trouve dans le catalogue de la fonderie de 1856 et dont le sculpteur n'est pas  précisé  et d'autre part d'un Christ janséniste dit de Bouchardon,. La même année, la commune  de La Chapelle est absorbée par celle de Paris. Le monument est déplacé entre 1863 et 1871 par la Compagnie des chemins de fer de l'Est pour différents travaux comme la construction du pont ferroviaire de la Croix-de-l'Évangile. Jusqu'au moins le milieu du XXe siècle, la croix est adossée à un mur et protégée par un portique monumental en pierre à fronton triangulaire. Sur le piédestal du calvaire était inscrite la locution latine Spes Unica,.

## Culture

La croix en 1924 : les gazomètres, le fronton et le muret de protection sont toujours présents.

Le coin de la croix de l'Évangile est reconstitué en studio pour le film de Marcel Carné Les Portes de la nuit, sorti en 1946. Dans cette scène, les héros Diego et Malou s'embrassent devant l'édifice, l'arrière-plan étant constitué d'une succession de gazomètres.
La même année, René-Jacques prend en photo le calvaire dans le même décor de gazomètres.
Robert Doisneau la mit également en scène, en 1949, représentant l'actrice Nicole Courcel.